# خدمة البريد النيجيرية

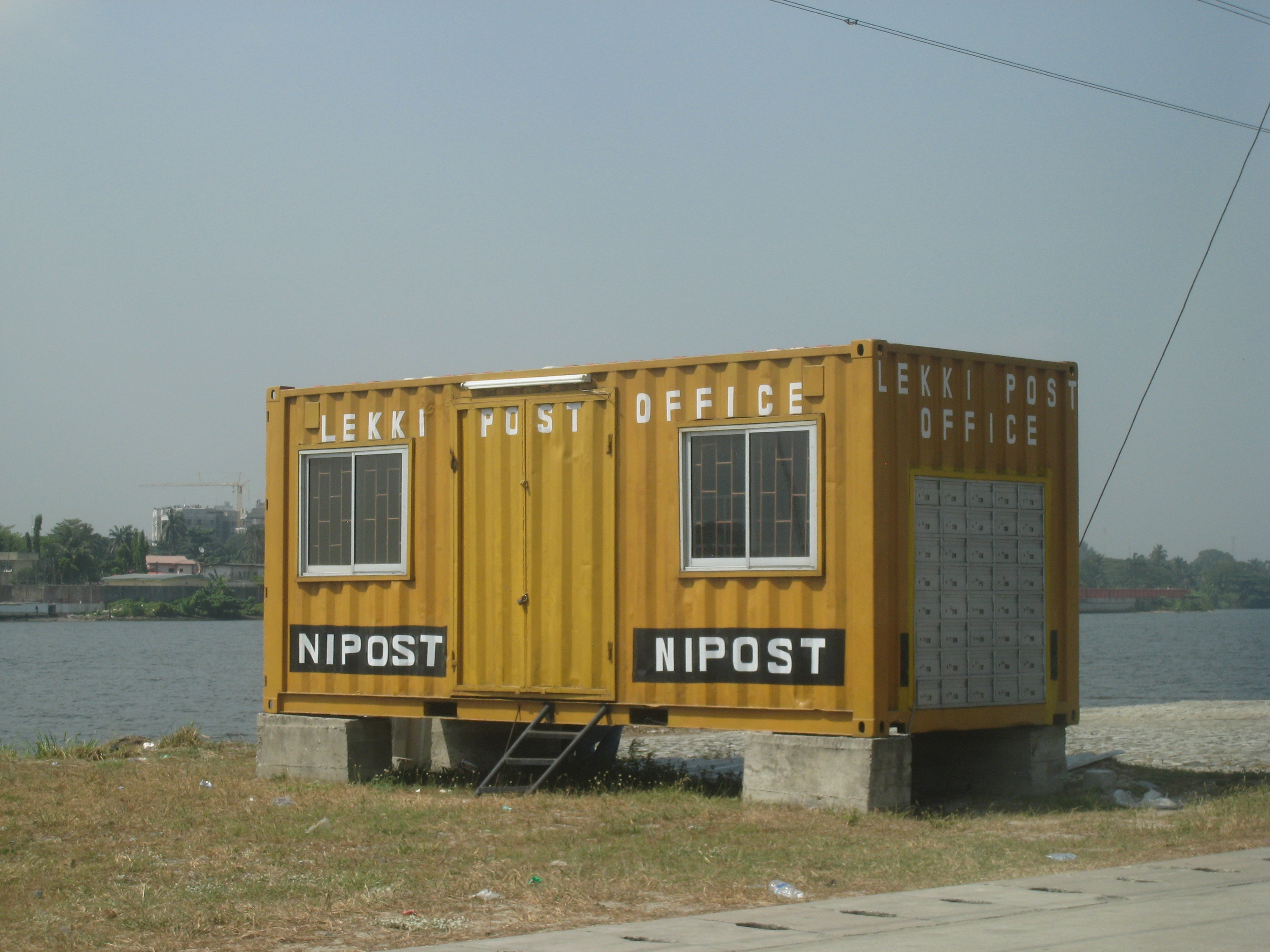
مكتب بريد ليكي 2010
لاغوس نيجيريا

خدمة البريد النيجيرية ، والمختصرة بـ (NIPOST) هي شركة مملوكة للحكومة وتديرها ، هي إدارة البريد النيجيرية المسؤولة عن تقديم الخدمات البريدية في نيجيريا .  ويعمل بها أكثر من 12 ألف موظف وتدير أكثر من 3000 مكتب بريد . لدى خدمة البريد النيجيرية أيضًا وحدات الأعمال التجارية التالية؛ خدمات الإدارة البيئية/الطرود، التجارة الإلكترونية والخدمات اللوجستية، الخدمات المالية، البريد الإلكتروني، العدادات، العقارات وورشة العمل، مدرسة تدريب خدمة البريد النيجيرية.
نيجيريا عضو في الاتحاد البريدي العالمي ومؤتمر بريد غرب أفريقيا . 

## أنظر أيضاً
- الطوابع البريدية والتاريخ البريدي لنيجيريا
- الطلبات البريدية من نيجيريا
- الرموز البريدية في نيجيريا
- قائمة القرى في نيجيريا
- قائمة الخدمات البريدية الوطنية#إفريقيا

## ملحوظات
1. ↑  "Aligned ISNI and Ringgold identifiers for institutions". زينودو (بالإنجليزية). 24 Aug 2017. DOI:10.5281/ZENODO.758080.
2. ↑  "Status and Structures of Postal Administrations" (PDF). UPU: 237. يونيو 2006. مؤرشف من الأصل (PDF) في 2009-03-26. اطلع عليه بتاريخ 2021-11-01.
3. ↑  "WAPC member countries". UPU. مؤرشف من الأصل في 2007-06-10. اطلع عليه بتاريخ 2010-03-26.

## روابط خارجية
- الموقع الرسمي